# Турнири WTA 2011.
Турнири WTA су елитна серија професионалних тениских турнира које организује Женска тениска асоцијација (WTA). Они укључују четири гренд слем турнира (организованих у партнерству са Међународном тениском асоцијацијом (ITF)), турнире из Премијер серије, Међународне турнире WTA, Фед куп (кога организује ITF), Турнир шампионки WTA и Првенство WTA.

## Турнири

### Легенда
| Гренд слем турнири        |
| Завршни турнири сезоне    |
| Обавезни Премијер турнири |
| Премијер 5 турнири        |
| Премијер турнири          |
| Међународни турнири       |
| Тимска такмичења          |

### Јануар
| Почетак    | Турнир | Победнице                                                                   | Финалисткиње                                                                 | Полуфиналисткиње                       | Четвртфиналисткиње                                                      |
| ---------- | --- | --------------------------------------------------------------------------- | ---------------------------------------------------------------------------- | -------------------------------------- | ----------------------------------------------------------------------- |
| 3. јануар  | Бризбејн интернашонал 2011. Бризбејн, Аустралија Међународни турнир 220.000$ - Тврда - 32ПО/16ПА Појединачно - Парови                                      | Петра Квитова 6–1, 6–3                                                      | Андреа Петковић                                                              | Марион Бартоли Анастасија Пављученкова | Јармила Грот Барбора Захлавова Доминика Цибулкова Луција Шафаржова      |
| 3. јануар  | Бризбејн интернашонал 2011. Бризбејн, Аустралија Међународни турнир 220.000$ - Тврда - 32ПО/16ПА Појединачно - Парови                                      | Алиса Клејбанова Анастасија Пављученкова 6–3, 6–0                           | Клаудија Јанс Алицја Росолска                                                | Марион Бартоли Анастасија Пављученкова | Јармила Грот Барбора Захлавова Доминика Цибулкова Луција Шафаржова      |
| 3. јануар  | АСБ класик Окланд, Нови Зеланд Међународни турнир 220.000$ - Тврда - 32ПО/16ПА Појединачно - Парови                                                        | Грета Арн 6–3, 6–0                                                          | Јанина Викмајер                                                              | Јулија Гергес Шуај Пенг                | Марија Шарапова Катерина Бондаренко Хедер Вотсон Симона Халеп           |
| 3. јануар  | АСБ класик Окланд, Нови Зеланд Међународни турнир 220.000$ - Тврда - 32ПО/16ПА Појединачно - Парови                                                        | Квјета Пешке Катарина Среботник 6–3, 6–0                                    | Софија Арвидсон Марина Ераковић                                              | Јулија Гергес Шуај Пенг                | Марија Шарапова Катерина Бондаренко Хедер Вотсон Симона Халеп           |
| 10. јануар | Медибанк интернашонал Сиднеј, Аустралија Премијер турнир 600.000$ - Тврда - 32ПО/16ПА Појединачно - Парови                                                 | Ли На 7–6(3), 6–3                                                           | Ким Клајстерс                                                                | Алиса Клејбанова Бојана Јовановски     | Доминика Цибулкова Викторија Азаренка Светлана Кузњецова Флавија Пенета |
| 10. јануар | Медибанк интернашонал Сиднеј, Аустралија Премијер турнир 600.000$ - Тврда - 32ПО/16ПА Појединачно - Парови                                                 | Ивета Бенешова Барбора Захлавова-Стрицова 4–6, 6–4, 10–6                    | Квјета Пешке Катарина Среботник                                              | Алиса Клејбанова Бојана Јовановски     | Доминика Цибулкова Викторија Азаренка Светлана Кузњецова Флавија Пенета |
| 10. јануар | Међународно првенство Хобарта 2011. Хобарт, Аустралија Међународни турнир 220.000$ - Тврда - 32ПО/16ПА Појединачно - Парови                                | Јармила Грот 6–4, 6–3                                                       | Бетани Матек Сандс                                                           | Клара Закопалова Шуај Пенг             | Марион Бартоли Роберта Винчи Сара Ерани Анђелика Кербер                 |
| 10. јануар | Међународно првенство Хобарта 2011. Хобарт, Аустралија Међународни турнир 220.000$ - Тврда - 32ПО/16ПА Појединачно - Парови                                | Сара Ерани Роберта Винчи 6–3, 7–5                                           | Катарина Бондаренко Лига Декмијере                                           | Клара Закопалова Шуај Пенг             | Марион Бартоли Роберта Винчи Сара Ерани Анђелика Кербер                 |
| 17. јануар | Отворено првенство Аустралије у тенису 2011. Мелбурн, Аустралија Гренд слем 23.140.000 А$ - Тврда - 128ПО/64ПА/32МП Појединачно - Парови - Мешовити парови | Ким Клајстерс 3–6, 6–3, 6–3                                                 | На Ли                                                                        | Каролина Возњацки Вера Звонарјова      | Франческа Скјавоне Андреа Петковић Агњешка Радвањска Петра Квитова      |
| 17. јануар | Отворено првенство Аустралије у тенису 2011. Мелбурн, Аустралија Гренд слем 23.140.000 А$ - Тврда - 128ПО/64ПА/32МП Појединачно - Парови - Мешовити парови | Жизела Дулко Флавија Пенета 2–6, 7–5, 6–1                                   | Викторија Азаренка Марија Кириленко                                          | Каролина Возњацки Вера Звонарјова      | Франческа Скјавоне Андреа Петковић Агњешка Радвањска Петра Квитова      |
| 17. јануар | Отворено првенство Аустралије у тенису 2011. Мелбурн, Аустралија Гренд слем 23.140.000 А$ - Тврда - 128ПО/64ПА/32МП Појединачно - Парови - Мешовити парови | Катарина Среботник Данијел Нестор 6–3, 3–6, 10–6                            | Чан Јунг-јан Пол Хенли                                                       | Каролина Возњацки Вера Звонарјова      | Франческа Скјавоне Андреа Петковић Агњешка Радвањска Петра Квитова      |
| 31. јануар | Фед куп: Четвртфинле Хобарт, Аустралија, Тврда Москва, Русија, Тврда(зат) Братислава, Словачка, Тврда(зат) Антверпен, Белгија, (зат)                       | Победници у првом колу · Италија 4–1 · Русија 3–2 · Чешка 3–2 · Белгија 4–1 | Поражени у првом колу · Аустралија · Француска · Словачка · Сједињене Државе |                                        |                                                                         |

### Фебруар
| Почетак     | Турнир | Победнице                                                   | Финалисткиње                              | Полуфиналисткиње                   | Четвртфиналисткиње                                                 |
| ----------- | --- | ----------------------------------------------------------- | ----------------------------------------- | ---------------------------------- | ------------------------------------------------------------------ |
| 7. фебруар  | Отворено првенство Париза Париз, Француска Премијер турнир 618.000$ - тврда(затв.) - 30по/16па Појединачно - Парови             | Петра Квитова 6–4, 6–3                                      | Ким Клајстерс                             | Каја Канепи Бетани Матек Сандс     | Јелена Докић Доминика Цибулкова Јанина Викмајер Андреа Петковић    |
| 7. фебруар  | Отворено првенство Париза Париз, Француска Премијер турнир 618.000$ - тврда(затв.) - 30по/16па Појединачно - Парови             | Бетани Матек Сандс Меган Шонеси 6–4, 6–2                    | Вера Душевина Јекатерина Макарова         | Каја Канепи Бетани Матек Сандс     | Јелена Докић Доминика Цибулкова Јанина Викмајер Андреа Петковић    |
| 7. фебруар  | Отворено првенство Патаје Патаја, Тајланд Мађународни турнир 220.000$ - тврда- 32по/16па Појединачно - Парови                   | Данијела Хантухова 6–0, 6–2                                 | Сара Ерани                                | Вера Звонарјова Роберта Винчи      | Шуаеј Пенг Акгул Аманмурадова Галина Воскобоева Ана Ивановић       |
| 7. фебруар  | Отворено првенство Патаје Патаја, Тајланд Мађународни турнир 220.000$ - тврда- 32по/16па Појединачно - Парови                   | Сара Ерани Роберта Винчи 3–6, 6–3, 10–5                     | Сун Шенгнан Ђе Џенг                       | Вера Звонарјова Роберта Винчи      | Шуаеј Пенг Акгул Аманмурадова Галина Воскобоева Ана Ивановић       |
| 14. фебруар | Тениско првенство Дубаија Дубаи, Уједињени Арапски Емирати Премијер 5 турнир 2.050.000$ - тврда- 56по/28па Појединачно - Парови | Каролина Возњацки 6–1, 6–3                                  | Светлана Кузњецова                        | Јелена Јанковић Флавија Пенета     | Шахар Пер Саманта Стосур Агњешка Радвањска Алиса Клејбанова        |
| 14. фебруар | Тениско првенство Дубаија Дубаи, Уједињени Арапски Емирати Премијер 5 турнир 2.050.000$ - тврда- 56по/28па Појединачно - Парови | Лизел Хубер Марија Хосе Мартинез Санчез 7–6(5), 6–3         | Квјета Пешке Катарина Среботник           | Јелена Јанковић Флавија Пенета     | Шахар Пер Саманта Стосур Агњешка Радвањска Алиса Клејбанова        |
| 14. фебруар | Отворено првенство Мемфиса Мемфис, САД Међународни турнир 220.000$ - тврда(затв.) - 32по/16па Појединачно - Парови              | Магдалена Рибарикова 6–2, предаја                           | Ребека Марино                             | Лицие Храдецка Евгенија Родина     | Алекса Глач Ксенија Первак Хедер Вотсон Коко Вандервеге            |
| 14. фебруар | Отворено првенство Мемфиса Мемфис, САД Међународни турнир 220.000$ - тврда(затв.) - 32по/16па Појединачно - Парови              | Олга Говорцова Аља Кудрајцева 6–4, 4–6, 10–8                | Андреа Хлавачкова Лицие Храдецка          | Лицие Храдецка Евгенија Родина     | Алекса Глач Ксенија Первак Хедер Вотсон Коко Вандервеге            |
| 14. фебруар | Куп Колсанитас Богота, Колумбија Међународни турнир 220.000$ - шљака(црвена) - 32по/16па Појединачно - Парови                   | Лурдес Домингез Лино 2–6, 6–3, 6–2                          | Матилда Јохансон                          | Карла Суарез Наваро Петра Мартић   | Хан Сијун Каталина Кастањо Беатрис Гарсија Виидагани Лаура Пус Тио |
| 14. фебруар | Куп Колсанитас Богота, Колумбија Међународни турнир 220.000$ - шљака(црвена) - 32по/16па Појединачно - Парови                   | Едина Галовиц-Хал Анабел Медина Гаригес 2–6, 7–6(6), 11–9   | Шерон Фичмен Лаура Пус Тио                | Карла Суарез Наваро Петра Мартић   | Хан Сијун Каталина Кастањо Беатрис Гарсија Виидагани Лаура Пус Тио |
| 21. фебруар | Отворено првенство Катара Доха, Катар Премијер турнир 721.000$ - тврда- 28по/16па Појединачно - Парови                          | Вера Звонарјова 6–4, 6–4                                    | Каролина Возњацки                         | Марион Бартоли Јелена Јанковић     | Флавија Пенета Шуај Пенг Клара Закопалова Данијела Хантухова       |
| 21. фебруар | Отворено првенство Катара Доха, Катар Премијер турнир 721.000$ - тврда- 28по/16па Појединачно - Парови                          | Квјета Пешке Катарина Среботник 7–5, 6–7(2), 10–8           | Лизел Хубер Нађа Петрова                  | Марион Бартоли Јелена Јанковић     | Флавија Пенета Шуај Пенг Клара Закопалова Данијела Хантухова       |
| 21. фебруар | Отворено првенство Акапулка Акапулко, Мексико Међународни турнир 220.000$ - шљака(црвена) - 32по/16па Појединачно - Парови      | Жизела Дулко 6–3, 7–6(5)                                    | Аранча Пара Сантонха                      | Анабел Медина Гаригес Јоана Ларсон | Карла Суарез Наваро Лаура Пус Тио Грета Арн Лурдес Домингез Лино   |
| 21. фебруар | Отворено првенство Акапулка Акапулко, Мексико Међународни турнир 220.000$ - шљака(црвена) - 32по/16па Појединачно - Парови      | Марија Корицева Јоана Ралука Олару 3–6, 6–1, 10–4           | Лурдес Домингез Лино Аранча Пара Сантонха | Анабел Медина Гаригес Јоана Ларсон | Карла Суарез Наваро Лаура Пус Тио Грета Арн Лурдес Домингез Лино   |
| 28. фебруар | Отворено првенство Монтереја Монтереј, Мексико Међународни турнир 220.000$ - тврда - 32по/16па Појединачно - Парови             | Анастасија Пављученкова 2–6, 6–2, 6–3                       | Јелена Јанковић                           | Полона Херцог Жизела Дулко         | Анастасија Севастова Олга Говорцова Ксенија Первак Грета Арн       |
| 28. фебруар | Отворено првенство Монтереја Монтереј, Мексико Међународни турнир 220.000$ - тврда - 32по/16па Појединачно - Парови             | Ивета Бенешова Барбора Захлавова-Штрицова 6–7(8), 6–2, 10–6 | Ана-Лена Гренефелд Ванија Кинг            | Полона Херцог Жизела Дулко         | Анастасија Севастова Олга Говорцова Ксенија Первак Грета Арн       |
| 28. фебруар | Отворено првенство Малезије Куала Лумпур, Малезија Међународни турнир 220.000$ - тврда(затв.) - 32по/16па Појединачно - Парови  | Јелена Докић 2–6, 7–6(9), 6–4                               | Луција Шафаржова                          | Михаела Крајичек Јармила Грот      | Бојана Јовановски Ане Кремер Ајуми Морита Марион Бартоли           |
| 28. фебруар | Отворено првенство Малезије Куала Лумпур, Малезија Међународни турнир 220.000$ - тврда(затв.) - 32по/16па Појединачно - Парови  | Динара Сафина Галина Воскобојева 7–5, 2–6, 10–5             | Нопаван Лерчеваркан Џесика Мур            | Михаела Крајичек Јармила Грот      | Бојана Јовановски Ане Кремер Ајуми Морита Марион Бартоли           |

### Март
| Почетак  | Турнир | Победнице                                              | Финалисткиње                    | Полуфиналисткиње                | Четвртфиналисткиње                                                 |
| -------- | --- | ------------------------------------------------------ | ------------------------------- | ------------------------------- | ------------------------------------------------------------------ |
| 7. март  | Отворено првенство Индијан Велса Индијан Велс, САД Обавезни премијер турнир $4.500.000 - Тврда - 96по/32па Појединачно - Парови | Каролина Возњацки 6–1, 2–6, 6–3                        | Марион Бартоли                  | Марија Шарапова Јанина Викмајер | Викторија Азаренка Шуај Пенг Шахар Пер Ана Ивановић                |
| 7. март  | Отворено првенство Индијан Велса Индијан Велс, САД Обавезни премијер турнир $4.500.000 - Тврда - 96по/32па Појединачно - Парови | Сања Мирза Јелена Веснина 6–0, 7–5                     | Бетани Матек Сандс Меган Шонеси | Марија Шарапова Јанина Викмајер | Викторија Азаренка Шуај Пенг Шахар Пер Ана Ивановић                |
| 21. март | Отворено првенство Мајамија Мајами, САД Обавезни премијер турнир $4.500.000 - Тврда - 96по/32па Појединачно - Парови            | Викторија Азаренка 6–1, 6–4                            | Марија Шарапова                 | Андреа Петковић Вера Звонарјова | Јелена Јанковић Александра Дулгеру Агњешка Радвањска Ким Клајстерс |
| 21. март | Отворено првенство Мајамија Мајами, САД Обавезни премијер турнир $4.500.000 - Тврда - 96по/32па Појединачно - Парови            | Данијела Хантухова Агњешка Радвањска 7–6(5), 2–6, 10–8 | Лизел Хубер Нађа Петрова        | Андреа Петковић Вера Звонарјова | Јелена Јанковић Александра Дулгеру Агњешка Радвањска Ким Клајстерс |

### Април
| Почетак   | Турнир | Победница                                                  | Финалисткиња                       | Полуфиналисткиње                 | Четвртфиналисткиње                                                       |
| --------- | --- | ---------------------------------------------------------- | ---------------------------------- | -------------------------------- | ------------------------------------------------------------------------ |
| 4. април  | Фемили серкл куп Чарлстон, САД Премијер турнир 721.000$ - шљака(зелена) - 56ПО/16ПА Појединачно - Парови                         | Каролина Возњацки 6–2, 6–3                                 | Јелена Веснина                     | Јелена Јанковић Шуај Пенг        | Јанина Викмајер Кристина Макхејл Сања Мирза Јулија Гергес                |
| 4. април  | Фемили серкл куп Чарлстон, САД Премијер турнир 721.000$ - шљака(зелена) - 56ПО/16ПА Појединачно - Парови                         | Сања Мирза Јелена Веснина 6–4, 6–4                         | Бетани Матек Сандс Меган Шонеси    | Јелена Јанковић Шуај Пенг        | Јанина Викмајер Кристина Макхејл Сања Мирза Јулија Гергес                |
| 4. април  | Андалузија опен Марбеља, Шпанија Међународни турнир 220.000$ - шљака (црвена) - 32ПО/16ПА Појединачно - Парови                   | Викторија Азаренка 6–3, 6–2                                | Ирина-Камелија Бегу                | Сара Ерани Светлана Кузњецова    | Динара Сафина Александра Дулгеру Клара Закопалова Лара Аруабарено-Векино |
| 4. април  | Андалузија опен Марбеља, Шпанија Међународни турнир 220.000$ - шљака (црвена) - 32ПО/16ПА Појединачно - Парови                   | Нурија Љагостера Вивес Аранча Пара Сантонја 3–6, 6–4, 10–5 | Сара Ерани Роберта Винчи           | Сара Ерани Светлана Кузњецова    | Динара Сафина Александра Дулгеру Клара Закопалова Лара Аруабарено-Векино |
| 11. април | Фед куп: Полуфинале Москва, тврда (затв.) Шарлроа, тврда (затв.)                                                                 | Победници: Русија 5–0 Чешка 3–2                            | Поражени: Италија Белгија          |                                  |                                                                          |
| 18. април | Велика награда Поршеа Штутгарт, Немачка WTA Premier tournaments 721.000$ - шљака(црвена) (зат.) - 28ПО/16ПА Појединачно - Парови | Јулија Гергес 7–6(3), 6–3                                  | Каролина Возњацки                  | Агњешка Радвањска Саманта Стосур | Андреа Петковић Кристина Бароа Забине Лизики Вера Звонарјова             |
| 18. април | Велика награда Поршеа Штутгарт, Немачка WTA Premier tournaments 721.000$ - шљака(црвена) (зат.) - 28ПО/16ПА Појединачно - Парови | Забине Лизики Саманта Стосур 6–1, 7–6(5)                   | Кристина Бароа Јасмин Вер          | Агњешка Радвањска Саманта Стосур | Андреа Петковић Кристина Бароа Забине Лизики Вера Звонарјова             |
| 18. април | Фес опен Фес, Мароко Међународни турнир 220.000$ - шљака(црвена) - 32ПО/16ПА Појединачно - Парови                                | Алберта Бријанти 6–4, 6–3                                  | Симона Халеп                       | Кирстен Флипкенс Динара Сафина   | Нађа Лалами Грета Арн Мелани Один Анастасија Пивоварова                  |
| 18. април | Фес опен Фес, Мароко Међународни турнир 220.000$ - шљака(црвена) - 32ПО/16ПА Појединачно - Парови                                | Андреа Хлавачкова Рената Ворацова 6–3, 6–4                 | Нина Брачикова Сандра Клеменшиц    | Кирстен Флипкенс Динара Сафина   | Нађа Лалами Грета Арн Мелани Один Анастасија Пивоварова                  |
| 25. април | Барселона опен Барселона, Шпанија Међународни турнир 220.000$ - шљака(црвена) - 32ПО/16ПА Појединачно - Парови                   | Роберта Винчи 4–6, 6–2, 6–2                                | Лицие Храдецка                     | Лаура Пус Тио Сара Ерани         | Виржини Разано Полона Херцог Алберта Бријанти Естрела Кабеза Кандела     |
| 25. април | Барселона опен Барселона, Шпанија Међународни турнир 220.000$ - шљака(црвена) - 32ПО/16ПА Појединачно - Парови                   | Ивета Бенешова Барбора Захлавова-Штрицова 5–7, 6–4, 11–9   | Натали Грандин Владимира Ухлиржова | Лаура Пус Тио Сара Ерани         | Виржини Разано Полона Херцог Алберта Бријанти Естрела Кабеза Кандела     |
| 25. април | Отворено првенство Ешторила Ешторил, Португал Међународни турнир 220.000$ - шљака(црвена) - 32ПО/16ПА Појединачно - Парови       | Анабел Медина Гаригес 6–1, 6–2                             | Кристина Бароа                     | Јоана Ларсон Моника Никулеску    | Алиса Клејбанова Аља Кудрајцева Клара Закопалова Јармила Гајдошова       |
| 25. април | Отворено првенство Ешторила Ешторил, Португал Међународни турнир 220.000$ - шљака(црвена) - 32ПО/16ПА Појединачно - Парови       | Алиса Клејбанова Галина Воскобојева 6–4, 6–2               | Елени Данилиду Михаела Крајичек    | Јоана Ларсон Моника Никулеску    | Алиса Клејбанова Аља Кудрајцева Клара Закопалова Јармила Гајдошова       |

### Мај
| Почетак         | Турнир | Победнице                                           | Финалисткиње                       | Полуфиналисткиње                         | Четвртфиналисткиње                                                             |
| --------------- | --- | --------------------------------------------------- | ---------------------------------- | ---------------------------------------- | ------------------------------------------------------------------------------ |
| 2. мај          | Отворено првенство Мадрида Мадрид, Шпанија ВТА обавезни премијер турнир 4.500.000$ - шљака (црвена) - 64ПО/28ПА Појединачно - Парови           | Петра Квитова 7–6(3), 6–4                           | Викторија Азаренка                 | Јулија Гергес Ли На                      | Анастасија Пављученкова Луција Шафаржова Бетани Матек Сандс Доминика Цибулкова |
| 2. мај          | Отворено првенство Мадрида Мадрид, Шпанија ВТА обавезни премијер турнир 4.500.000$ - шљака (црвена) - 64ПО/28ПА Појединачно - Парови           | Викторија Азаренка Марија Кириленко 6–4, 6–3        | Квјета Пешке Катарина Среботник    | Јулија Гергес Ли На                      | Анастасија Пављученкова Луција Шафаржова Бетани Матек Сандс Доминика Цибулкова |
| 9. мај          | Међународно првенство Италије Рим, Италија ВТА премијер 5 турнир 2.050.000$ - шљака (црвена) - 56ПО/28ПА Појединачно - Парови                  | Марија Шарапова 6–2, 6–4                            | Саманта Стосур                     | Каролина Возњацки Ли На                  | Јелена Јанковић Викторија Азаренка Грета Арн Франческа Скјавоне                |
| 9. мај          | Међународно првенство Италије Рим, Италија ВТА премијер 5 турнир 2.050.000$ - шљака (црвена) - 56ПО/28ПА Појединачно - Парови                  | Шуај Пенг Ђе Џенг 6–2, 6–3                          | Вања Кинг Јарослава Шведова        | Каролина Возњацки Ли На                  | Јелена Јанковић Викторија Азаренка Грета Арн Франческа Скјавоне                |
| 16. мај         | Отворено првенство Брисела Брисел, Белгија ВТА премијер турнир 618.000$ - шљака (црвена) - 30ПО/16ПА Појединачно - Парови                      | Каролина Возњацки 2–6, 6–3, 6–3                     | Шуај Пенг                          | Франческа Скјавоне Вера Звонарјова       | Јанина Викмајер Ајуми Морита Софија Арвидсон Александра Дулгеру                |
| 16. мај         | Отворено првенство Брисела Брисел, Белгија ВТА премијер турнир 618.000$ - шљака (црвена) - 30ПО/16ПА Појединачно - Парови                      | Андреа Хлавачкова Галина Воскобојева 3–6, 6–0, 10–5 | Клаудија Јанс Алисја Росолска      | Франческа Скјавоне Вера Звонарјова       | Јанина Викмајер Ајуми Морита Софија Арвидсон Александра Дулгеру                |
| 16. мај         | Међународно првенство Стразбура Стразбур, Француска ВТА међународни турнир 220.000$ - шљака (црвена)) - 32ПО/16ПАbr />Појединачно - Парови     | Андреа Петковић 6–4, 1–0 предаја                    | Марион Бартоли                     | Анабел Медина Гаригес Данијела Хантухова | Луција Храдецка Мирјана Лучић Нађа Петрова Марија Кириленко                    |
| 16. мај         | Међународно првенство Стразбура Стразбур, Француска ВТА међународни турнир 220.000$ - шљака (црвена)) - 32ПО/16ПАbr />Појединачно - Парови     | Акгул Аманмурадова Чуанг Чиа-јунг 6–4, 5–7, 10–2    | Натали Грандин Владимира Ухлиржова | Анабел Медина Гаригес Данијела Хантухова | Луција Храдецка Мирјана Лучић Нађа Петрова Марија Кириленко                    |
| 23. мај 30. мај | Отворено првенство Француске Париз, Француска Гренд слем 17.226.040€ - шљака (црвена) - 128ПО/64ПА/32МП Појединачно - Парови - Мешовити парови | На Ли 6–4, 7–6(0)                                   | Франческа Скјавоне                 | Марион Бартоли Марија Шарапова           | Светлана Кузњецова Анастазија Пављученкова Викторија Азаренка Андреа Петковић  |
| 23. мај 30. мај | Отворено првенство Француске Париз, Француска Гренд слем 17.226.040€ - шљака (црвена) - 128ПО/64ПА/32МП Појединачно - Парови - Мешовити парови | Андреа Хлавачкова Лицие Храдецка 6–4, 6–3           | Сања Мирза Јелена Веснина          | Марион Бартоли Марија Шарапова           | Светлана Кузњецова Анастазија Пављученкова Викторија Азаренка Андреа Петковић  |
| 23. мај 30. мај | Отворено првенство Француске Париз, Француска Гренд слем 17.226.040€ - шљака (црвена) - 128ПО/64ПА/32МП Појединачно - Парови - Мешовити парови | Кејси Делаква Скот Липски 7–6(6), 4–6, 10–7         | Катарина Среботник Ненад Зимоњић   | Марион Бартоли Марија Шарапова           | Светлана Кузњецова Анастазија Пављученкова Викторија Азаренка Андреа Петковић  |

### Јун
| Почетак | Турнир | Победнице                                                  | Финалисткиње                       | Полуфиналисткиње                  | Четвртфиналисткиње                                                  |
| ------- | --- | ---------------------------------------------------------- | ---------------------------------- | --------------------------------- | ------------------------------------------------------------------- |
| 6. јун  | AEGON класик Бирмингем, Уједињено Краљевство ВТА Међународни турнир 220.000$ - трава- 56ПО/16ПА Појединачно - Парови                  | Забине Лизики 6–3, 6–2                                     | Данијела Хантухова                 | Шуај Пенг Ана Ивановић            | Магдалена Рибарикова Марина Ераковић Алисон Риск Мирјана Лучић      |
| 6. јун  | AEGON класик Бирмингем, Уједињено Краљевство ВТА Међународни турнир 220.000$ - трава- 56ПО/16ПА Појединачно - Парови                  | Олга Говорцова Аља Кудрајцева 1–6, 6–1, 10–5               | Сара Ерани Роберта Винчи           | Шуај Пенг Ана Ивановић            | Магдалена Рибарикова Марина Ераковић Алисон Риск Мирјана Лучић      |
| 6. јун  | Отворено првенство Данске у тенису Копенхаген, Данска ВТА Међународни турнир 220.000$ - тврда(затв.) - 32ПО/16ПА Појединачно - Парови | Каролина Возњацки 6–1, 6–4                                 | Луција Шафаржова                   | Мона Бартел Петра Мартић          | Алберта Бријанти Бетани Матек Сандс Шуај Џанг Алона Бондаренко      |
| 6. јун  | Отворено првенство Данске у тенису Копенхаген, Данска ВТА Међународни турнир 220.000$ - тврда(затв.) - 32ПО/16ПА Појединачно - Парови | Јоана Ларсон Јасмин Вер 6–3, 6–3                           | Кристина Младеновић Катарина Питер | Мона Бартел Петра Мартић          | Алберта Бријанти Бетани Матек Сандс Шуај Џанг Алона Бондаренко      |
| 13. јун | Међународно првенство Истборна Истбурн, Уједињено Краљевство ВТА Премијер турнир 618.000$ - трава- 32ПО/16ПА Појединачно – Парови     | Марион Бартоли 6-1, 4-6, 7-5                               | Петра Квитова                      | Саманта Стосур Данијела Хантухова | Вера Звонарјова Викторија Азаренка Агњешка Радвањска Винус Вилијамс |
| 13. јун | Међународно првенство Истборна Истбурн, Уједињено Краљевство ВТА Премијер турнир 618.000$ - трава- 32ПО/16ПА Појединачно – Парови     | Квјета Пешке Катарина Среботник 6–3, 6–0                   | Лизел Хубер Лиза Рејмонд           | Саманта Стосур Данијела Хантухова | Вера Звонарјова Викторија Азаренка Агњешка Радвањска Винус Вилијамс |
| 13. јун | Отворено првенство Хертохенбоса Хертохенбос, Холандија ВТА Међународни турнир 220.000$ - трава- 32ПО/16ПА Појединачно – Парови        | Роберта Винчи 6-7(7), 6-3, 7-5                             | Јелена Докић                       | Ромина Опранди Доминика Цибулкова | Кимико Дате Крум Јоана Ларсон Јанина Викмајер Светлана Кузњецова    |
| 13. јун | Отворено првенство Хертохенбоса Хертохенбос, Холандија ВТА Међународни турнир 220.000$ - трава- 32ПО/16ПА Појединачно – Парови        | Барбора Захлавова-Стрицова Клара Закопалова 1-6, 6-4, 10-7 | Доминика Цибулкова Флавија Пенета  | Ромина Опранди Доминика Цибулкова | Кимико Дате Крум Јоана Ларсон Јанина Викмајер Светлана Кузњецова    |
| 20. јун | Вимблдон Лондон, Уједињено Краљевство Гренд слем 13.725.000£ - трава - 128ПО/64ПА/48МП Појединачно – Парови – Мешовити парови         | Петра Квитова 6-3, 6-4                                     | Марија Шарапова                    | Забине Лизики Викторија Азаренка  | Доминика Цибулкова Марион Бартоли Тамира Пашек Цветана Пиронкова    |
| 20. јун | Вимблдон Лондон, Уједињено Краљевство Гренд слем 13.725.000£ - трава - 128ПО/64ПА/48МП Појединачно – Парови – Мешовити парови         | Квјета Пешке Катарина Среботник 6-3, 6-1                   | Забине Лизики Саманта Стосур       | Забине Лизики Викторија Азаренка  | Доминика Цибулкова Марион Бартоли Тамира Пашек Цветана Пиронкова    |
| 20. јун | Вимблдон Лондон, Уједињено Краљевство Гренд слем 13.725.000£ - трава - 128ПО/64ПА/48МП Појединачно – Парови – Мешовити парови         | Јирген Мелцер Ивета Бенешова 6-3, 6-2                      | Махеш Бупати Јелена Веснина        | Забине Лизики Викторија Азаренка  | Доминика Цибулкова Марион Бартоли Тамира Пашек Цветана Пиронкова    |

### Јул
| Почетак | Турнир | Победнице                                                 | Финалисткиње                                | Полуфиналисткиње                           | Четвртфиналисткиње                                                           |
| ------- | --- | --------------------------------------------------------- | ------------------------------------------- | ------------------------------------------ | ---------------------------------------------------------------------------- |
| 4. јул  | Велика награда Будимпеште Будимпешта, Мађарска Међународни турнир 220.000$ – шљака (црвена) – 32ПО/16ПА Појединачно – Парови            | Роберта Винчи 6–4, 1–6, 6–4                               | Ирина-Камелија Бегу                         | Клара Закопалова Анабел Медина Гаригес     | Зузана Кучова Катерина Бондаренко Естрела Кабеза Кандела Сара Ерани          |
| 4. јул  | Велика награда Будимпеште Будимпешта, Мађарска Међународни турнир 220.000$ – шљака (црвена) – 32ПО/16ПА Појединачно – Парови            | Анабел Медина Гаригес Алисја Росолска 6–2, 6–2            | Натали Грандин Владимира Ухлиржова          | Клара Закопалова Анабел Медина Гаригес     | Зузана Кучова Катерина Бондаренко Естрела Кабеза Кандела Сара Ерани          |
| 4. јул  | Отворено првенство Шведске у тенису Бостад, Шведска Међународни турнир 220.000$ – шљака (црвена) – 32ПО/16ПА Појединачно – Парови       | Полона Херцог 6–4, 7–5                                    | Јоана Ларсон                                | Софија Арвидсон Барбора Захлавова-Штрицова | Марија Хосе Мартинез Санчез Лурдес Домингез Лино Весна Долонц Флавија Пенета |
| 4. јул  | Отворено првенство Шведске у тенису Бостад, Шведска Међународни турнир 220.000$ – шљака (црвена) – 32ПО/16ПА Појединачно – Парови       | Лурдеш Домингез Лино Марија Хосе Мартинез Санчез 6–3, 6–3 | Нурија Љагостера Вивес Аранча Пара Сантонја | Софија Арвидсон Барбора Захлавова-Штрицова | Марија Хосе Мартинез Санчез Лурдес Домингез Лино Весна Долонц Флавија Пенета |
| 11. јул | Међународно првенство Палерма у тенису Палермо, Италија Међународни турнир 220.000$ – шљака (црвена) – 32ПО/16ПА Појединачно – Парови   | Анабел Медина Гаригес 6–3, 6–2                            | Полона Херцог                               | Флавија Пенета Петра Цетковска             | Цветана Пиронкова Клара Закопалова Сара Ерани Ирина-Камелија Бегу            |
| 11. јул | Међународно првенство Палерма у тенису Палермо, Италија Међународни турнир 220.000$ – шљака (црвена) – 32ПО/16ПА Појединачно – Парови   | Сара Ерани Роберта Винчи 7–5, 6–1                         | Андреа Хлавачкова Клара Закопалова          | Флавија Пенета Петра Цетковска             | Цветана Пиронкова Клара Закопалова Сара Ерани Ирина-Камелија Бегу            |
| 11. јул | Отворено првенство Гаштајна за жене Бад Гаштајн, Аустрија Међународни турнир 220.000$ – шљака (црвена) – 32ПО/16ПА Појединачно – Парови | Марија Хосе Мартинез Санчез 6–0, 7–5                      | Патрисија Мајр-Ашлајтнер                    | Ксенија Первак Катерина Бондаренко         | Лаура Пу Тио Диа Евтимова Ивон Мојзбургер Карла Суарез Наваро                |
| 11. јул | Отворено првенство Гаштајна за жене Бад Гаштајн, Аустрија Међународни турнир 220.000$ – шљака (црвена) – 32ПО/16ПА Појединачно – Парови | Ева Бирнерова Луција Храдецка 4–6, 6–2, [12–10]           | Јармила Гајдошова Јулија Гергес             | Ксенија Первак Катерина Бондаренко         | Лаура Пу Тио Диа Евтимова Ивон Мојзбургер Карла Суарез Наваро                |
| 18. јул | Куп Бакуа Баку, Азербејџан Међународни турнир 220.000$ – тврда– 32ПО/16ПА Појединачно – Парови                                          | Вера Звонарјова 6–1, 6–4                                  | Ксенија Первак                              | Марија Корицева Галина Воскобојева         | Ана Татишвили Катерина Бондаренко Араван Резај Анастасија Пављученкова       |
| 18. јул | Куп Бакуа Баку, Азербејџан Међународни турнир 220.000$ – тврда– 32ПО/16ПА Појединачно – Парови                                          | Марија Корицева Татјана Пучек 6–3, 2–6, [10–8]            | Моника Никулеску Галина Воскобојева         | Марија Корицева Галина Воскобојева         | Ана Татишвили Катерина Бондаренко Араван Резај Анастасија Пављученкова       |
| 25. јул | Стандорд класик Стандорд, САД ВТА Премијер турнир 721.000$ – тврда – 28ПО/16ПА Појединачно – Парови                                     | Серена Вилијамс 7–5, 6–1                                  | Марион Бартоли                              | Доминика Цибулкова Забине Лизики           | Марина Ераковић Ајуми Морита Агњешка Радвањска Марија Шарапова               |
| 25. јул | Стандорд класик Стандорд, САД ВТА Премијер турнир 721.000$ – тврда – 28ПО/16ПА Појединачно – Парови                                     | Викторија Азаренка Марија Кириленко 6–1, 6–3              | Лизел Хубер Лиса Рејмонд                    | Доминика Цибулкова Забине Лизики           | Марина Ераковић Ајуми Морита Агњешка Радвањска Марија Шарапова               |
| 25. јул | Тениско првенство Вашингтона за жене Вашингтон, САД Међународни турнир 220.000$ – тврда – 32ПО/16ПАD Појединачно – Парови               | Нађа Петрова 7–5, 6–2                                     | Шахар Пер                                   | Тамира Пашек Ирина Фалкони                 | Алберта Бријанти Стефани Дибоа Виржини Разано Бојана Јовановски              |
| 25. јул | Тениско првенство Вашингтона за жене Вашингтон, САД Међународни турнир 220.000$ – тврда – 32ПО/16ПАD Појединачно – Парови               | Сања Мирза Јарослава Шведова 6–3, 6–3                     | Олга Говорцова Ала Кудрјавцева              | Тамира Пашек Ирина Фалкони                 | Алберта Бријанти Стефани Дибоа Виржини Разано Бојана Јовановски              |

### Август
| Почетак                 | Турнир | Победнице                                        | Финалисткиње                        | Полуфиналисткиње                     | Четвртфиналисткиње                                                            |
| ----------------------- | --- | ------------------------------------------------ | ----------------------------------- | ------------------------------------ | ----------------------------------------------------------------------------- |
| 1. август               | Отворено првенство Сан Дијега у тенису Сан Дијего, САД ВТА Премијер турнир 721.000$ – тврда – 56ПО/16ПА Појединачно – Парови      | Агњешка Радвањска 6–3, 6–4                       | Вера Звонарјова                     | Ана Ивановић Андреа Петковић         | Забине Лизики Шуај Пенг Данијела Хантухова Слоан Стефенс                      |
| 1. август               | Отворено првенство Сан Дијега у тенису Сан Дијего, САД ВТА Премијер турнир 721.000$ – тврда – 56ПО/16ПА Појединачно – Парови      | Квјета Пешке Катарина Среботник 6–0, 6–2         | Ракел Копс-Џоунс Абигаил Спирс      | Ана Ивановић Андреа Петковић         | Забине Лизики Шуај Пенг Данијела Хантухова Слоан Стефенс                      |
| 8. август               | Отворено првенство Канаде у тенису Торонто, Канада ВТА Премијер 5 турнир 2.050.000$ – тврда – 56ПО/28ПА Појединачно – Парови      | Серена Вилијамс 6–4, 6–2                         | Саманта Стосур                      | Агњешка Радвањска Викторија Азаренка | Роберта Винчи Андреа Петковић Галина Воскобојева Луција Шафаржова             |
| 8. август               | Отворено првенство Канаде у тенису Торонто, Канада ВТА Премијер 5 турнир 2.050.000$ – тврда – 56ПО/28ПА Појединачно – Парови      | Лизел Хубер Лиза Рејмонд walkover                | Викторија Азаренка Марија Кириленко | Агњешка Радвањска Викторија Азаренка | Роберта Винчи Андреа Петковић Галина Воскобојева Луција Шафаржова             |
| 15. август              | Отворено првенство Синсинатија Синсинати, САД ВТА Премијер 5 турнир 2.050.000$ – тврда – 56ПО/28ПА Појединачно – Парови           | Марија Шарапова 4–6, 7–6(7–3), 6–3               | Јелена Јанковић                     | Андреа Петковић Вера Звонарјова      | Нађа Петрова Шуај Пенг Саманта Стосур Данијела Хантухова                      |
| 15. август              | Отворено првенство Синсинатија Синсинати, САД ВТА Премијер 5 турнир 2.050.000$ – тврда – 56ПО/28ПА Појединачно – Парови           | Вања Кинг Јарослава Шведова 6–4, 3–6, [11–9]     | Натали Грандин Владимира Ухлиржова  | Андреа Петковић Вера Звонарјова      | Нађа Петрова Шуај Пенг Саманта Стосур Данијела Хантухова                      |
| 22. август              | Отворено првенство Њу Хејвена у тенису Њу Хејвен, САД ВТА Премијер турнир 618.000$ – тврда – 28ПО/16ПА Појединачно – Парови       | Карлоина Возњацки 6–4, 6–1                       | Петра Четковска                     | Франческа Скјавоне На Ли             | Кристина Макхејл Анабел Медина Гаригес Марион Бартоли Анастасија Пављученкова |
| 22. август              | Отворено првенство Њу Хејвена у тенису Њу Хејвен, САД ВТА Премијер турнир 618.000$ – тврда – 28ПО/16ПА Појединачно – Парови       | Чиа-јунг Чуанг Олга Говорцова 7–5, 6–2           | Сара Ерани Роберта Винчи            | Франческа Скјавоне На Ли             | Кристина Макхејл Анабел Медина Гаригес Марион Бартоли Анастасија Пављученкова |
| 22. август              | Отворено првенство Тексаса у тенису Далас, САД ВТА међународни турнир 220.000$ – тврда – 32ПО/16ПА Појединачно – Парови           | Забине Лизики 6–2, 6–1                           | Араван Резај                        | Анџелик Кербер Ирина-Камелија Бегу   | Јоана Ларсон Елена Балтача Анастасија Севастова Катерина Бондаренко           |
| 22. август              | Отворено првенство Тексаса у тенису Далас, САД ВТА међународни турнир 220.000$ – тврда – 32ПО/16ПА Појединачно – Парови           | Алберта Бријанти Сорана Крстеа 7–5, 6–3          | Ализе Корне Полин Пармантје         | Анџелик Кербер Ирина-Камелија Бегу   | Јоана Ларсон Елена Балтача Анастасија Севастова Катерина Бондаренко           |
| 29. август 5. септембар | Отворено првенство САД у тенису Њујорк, САД Гренд слем 22.668.000$ – тврда 128ПО/64ПА/32МП Појединачно – Парови – Мешовити парови | Саманта Стосур 6–2, 6–3                          | Серена Вилијамс                     | Каролина Возњацки Анџелик Кербер     | Андреа Петковић Анастасија Пављученкова Флавија Пенета Вера Звонарјова        |
| 29. август 5. септембар | Отворено првенство САД у тенису Њујорк, САД Гренд слем 22.668.000$ – тврда 128ПО/64ПА/32МП Појединачно – Парови – Мешовити парови | Лизел Хубер Лиза Рејмонд 4–6, 7–6(7–5), 7–6(7–3) | Вања Кинг Јарослава Шведова         | Каролина Возњацки Анџелик Кербер     | Андреа Петковић Анастасија Пављученкова Флавија Пенета Вера Звонарјова        |
| 29. август 5. септембар | Отворено првенство САД у тенису Њујорк, САД Гренд слем 22.668.000$ – тврда 128ПО/64ПА/32МП Појединачно – Парови – Мешовити парови | Мелани Уден Џек Сок 7–6(7–4), 4–6, [10–8]        | Жизела Дулко Едуардо Шванк          | Каролина Возњацки Анџелик Кербер     | Андреа Петковић Анастасија Пављученкова Флавија Пенета Вера Звонарјова        |

### Септембар
| Почетак       | Турнир | Победнице                                        | Финалисткиње                     | Полуфиналисткиње                 | Четвртфиналисткиње                                               |
| ------------- | --- | ------------------------------------------------ | -------------------------------- | -------------------------------- | ---------------------------------------------------------------- |
| 12. септембар | Отворено првенство Ташкента Ташкент, Узбекистан ВТА међународни турнир 220.000$ – тврда – 32ПО/16ПА Појединачно – Парови       | Ксенија Первак 6–3, 6–1                          | Ева Бирнерова                    | Уршула Радвањска Аља Кудрајвцеца | Викторија Лариер Елени Данилиду Валерија Савиних Сорана Крстеа   |
| 12. септембар | Отворено првенство Ташкента Ташкент, Узбекистан ВТА међународни турнир 220.000$ – тврда – 32ПО/16ПА Појединачно – Парови       | Елени Данилиду Виталија Дјаченко 6–4, 6–3        | Људмила Киченок Нађа Киченок     | Уршула Радвањска Аља Кудрајвцеца | Викторија Лариер Елени Данилиду Валерија Савиних Сорана Крстеа   |
| 12. септембар | ВТА Квебек Квебек, Канада ВТА међународни турнир 220.000$ – тврда (затв.) – 32ПО/16ПА Појединачно – Парови                     | Барбора Захлавова Штрицова 4–6, 6–1, 6–0         | Марина Ераковић                  | Тамира Пашек Михаела Крајичек    | Данијела Хантухова Хедер Вотсон Ребека Марино Андреа Хлавачкова  |
| 12. септембар | ВТА Квебек Квебек, Канада ВТА међународни турнир 220.000$ – тврда (затв.) – 32ПО/16ПА Појединачно – Парови                     | Ракел Копс-Џоунс Абигаил Спирс 6–1, 3–6, [10–6]  | Џејми Хемтон Ана Татишвили       | Тамира Пашек Михаела Крајичек    | Данијела Хантухова Хедер Вотсон Ребека Марино Андреа Хлавачкова  |
| 19. септембар | Отворено првенство Кореје у тенису Сеул, Јужна Кореја ВТА међународни турнир 220.000$ – тврда – 32ПО/16ПА Појединачно – Парови | Марија Хосе МАртинез Санчез 7–6(7–0), 7–6(7–2)   | Галина Воскобојева               | Полона Херцог Клара Закопалова   | Вера Душевина Доминика Цибулкова Јулија Гергес Вања Кинг         |
| 19. септембар | Отворено првенство Кореје у тенису Сеул, Јужна Кореја ВТА међународни турнир 220.000$ – тврда – 32ПО/16ПА Појединачно – Парови | Натали Грандин Владимира Ухлиржова 7–6(7–5), 6–4 | Вера Душевина Галина Воскобојева | Полона Херцог Клара Закопалова   | Вера Душевина Доминика Цибулкова Јулија Гергес Вања Кинг         |
| 19. септембар | Отворено првенство Гуангџоуа за жене Гуангџоу, Кина ВТА међународни турнир 220.000$ – тврда – 32ПО/16ПА Појединачно – Парови   | Шанел Шиперс 6–2, 6–2                            | Магдалена Рибарикова             | Марија Кириленко Џенг Ђе         | Тетјана Лужанска Уршула Радвањска Петра Мартић Јармила Гајдошова |
| 19. септембар | Отворено првенство Гуангџоуа за жене Гуангџоу, Кина ВТА међународни турнир 220.000$ – тврда – 32ПО/16ПА Појединачно – Парови   | Су-веи Хсие Саисаи Женг 6–2, 6–1                 | Чин-веи Чан Ксинјун Хан          | Марија Кириленко Џенг Ђе         | Тетјана Лужанска Уршула Радвањска Петра Мартић Јармила Гајдошова |
| 26. септембар | Отворено првенство Токија Токио, Јапан ВТА Премијер 5 турнир 2.050.000$ – тврда – 56ПО/16ПА Појединачно – Парови               | Агњешка Радвањска 6–3, 6–2                       | Вера Звонарјова                  | Викторија Азаренка Петра Квитова | Kaia Kanepi Marion Bartoli Марија Кириленко Марија Шарапова      |
| 26. септембар | Отворено првенство Токија Токио, Јапан ВТА Премијер 5 турнир 2.050.000$ – тврда – 56ПО/16ПА Појединачно – Парови               | Лизел Хубер Лиза Рејмонд 7–6(7–4), 0–6, [10–6]   | Жизела Дулко Флавија Пенета      | Викторија Азаренка Петра Квитова | Kaia Kanepi Marion Bartoli Марија Кириленко Марија Шарапова      |

### Октобар
| Почетак     | Турнир | Победнице                                          | Финалисткиње                            | Полуфиналисткиње                 | Четвртфиналисткиње                                                                         |
| ----------- | --- | -------------------------------------------------- | --------------------------------------- | -------------------------------- | ------------------------------------------------------------------------------------------ |
| 3. октобар  | Отворено првенство Кине у тенису Пекинг, Кина ВТА Обавезни турнир 4.500.000$ – тврда – 60ПО/28ПА Појединачно – Парови                           | Агњешка Радвањска 7–5, 0–6, 6–4                    | Андреа Петковић                         | Флавија Пенета Моника Никулеску  | Каролина Возњацки Ана Ивановић Марија Кириленко Анастасија Пављученкова                    |
| 3. октобар  | Отворено првенство Кине у тенису Пекинг, Кина ВТА Обавезни турнир 4.500.000$ – тврда – 60ПО/28ПА Појединачно – Парови                           | Квјета Пешке Катарина Среботник 6–3, 6–4           | Жизела Дулко Флавија Пенета             | Флавија Пенета Моника Никулеску  | Каролина Возњацки Ана Ивановић Марија Кириленко Анастасија Пављученкова                    |
| 10. окотбар | ВТА Линц Линц, Аустрија Вта међународни турнир 220.000$ – тврда (з) – 32ПО/16ПА Појединачно – Парови                                            | Петра Квитова 6–4, 6–1                             | Доминика Цибулкова                      | Јелена Јанковић Луција Шафаржова | Данијела Хантухова Јевгенија Родина Сорана Крстеа Анастасија Родионова                     |
| 10. окотбар | ВТА Линц Линц, Аустрија Вта међународни турнир 220.000$ – тврда (з) – 32ПО/16ПА Појединачно – Парови                                            | Марина Ераковић Јелена Веснина 7–5, 6–1            | Јулија Гергес Ана-Лена Гренефелд        | Јелена Јанковић Луција Шафаржова | Данијела Хантухова Јевгенија Родина Сорана Крстеа Анастасија Родионова                     |
| 10. окотбар | Отворено првенство Јапана за жене Осака, Јапан Вта међународни турнир 220.000$ – тврда (з) – 32ПО/16ПА Појединачно – Парови                     | Марион Бартоли 6–3, 6–1                            | Саманта Стосур                          | Џенг Ђе Ангелике Кербер          | Шанел Шиперс Петра Цетковска Тамарин Танасугарн Ајуми Морита                               |
| 10. окотбар | Отворено првенство Јапана за жене Осака, Јапан Вта међународни турнир 220.000$ – тврда (з) – 32ПО/16ПА Појединачно – Парови                     | Кимикио Дате Крум Шуај Жанг 7–5, 3–6, [11–9]       | Вања Кинг Јарослава Шведова             | Џенг Ђе Ангелике Кербер          | Шанел Шиперс Петра Цетковска Тамарин Танасугарн Ајуми Морита                               |
| 17. октобар | Куп Кремља Москва, Русија ВТА Премијер турнир 1.000.000$ – тврда (затв.) – 28ПО/16ПА Појединачно – Парови                                       | Доминика Цибулкова 3–6, 7–6(7–1), 7–5              | Каја Канепи                             | Јелена Веснина Луција Шафаржова  | Вера Звонарјова Марион Бартоли Светлана Кузњецова Вера Душевина                            |
| 17. октобар | Куп Кремља Москва, Русија ВТА Премијер турнир 1.000.000$ – тврда (затв.) – 28ПО/16ПА Појединачно – Парови                                       | Вања Кинг Јарослава Шведова 7–6(7–3), 6–3          | Анастасија Родионова Галина Воскобојева | Јелена Веснина Луција Шафаржова  | Вера Звонарјова Марион Бартоли Светлана Кузњецова Вера Душевина                            |
| 17. октобар | Отворено првенство Луксембурга у тенису Луксембург, Луксембург ВТА међународни турнир 220.000$ – тврда (затв.) – 32ПО/16ПА Појединачно – Парови | Викторија Азаренка 6–2, 6–2                        | Моника Никулеску                        | Јулија Гергес Ен Киотавонг       | Ивета Бенешова Анастасија Севастова Луција Храдецка Бибиане Шуфс                           |
| 17. октобар | Отворено првенство Луксембурга у тенису Луксембург, Луксембург ВТА међународни турнир 220.000$ – тврда (затв.) – 32ПО/16ПА Појединачно – Парови | Ивета Бенешова Барбора Захлавова-Стрицова 7–5, 6–3 | Луција Храдецка Јекатерина Макарова     | Јулија Гергес Ен Киотавонг       | Ивета Бенешова Анастасија Севастова Луција Храдецка Бибиане Шуфс                           |
| 24. октобар | ВТА првенство Истанбул, Турска Завршни турнир сезоне 4.900.000$ – тврда(затв) – 8ПО /4ПА Појединачно – Парови                                   | Петра Квитова 7–5, 4–6, 6–3                        | Викторија Азаренка                      | Саманта Стосур Вера Звонарјова   | Група Црвена Каролина Возњацки Агњешка Радвањска Бела Марија Шарапова На Ли Марион Бартоли |
| 24. октобар | ВТА првенство Истанбул, Турска Завршни турнир сезоне 4.900.000$ – тврда(затв) – 8ПО /4ПА Појединачно – Парови                                   | Лизел Хубер Лиза Рејмонд 6–4, 6–4                  | Квјета Пешкее Катарина Среботник        | Саманта Стосур Вера Звонарјова   | Група Црвена Каролина Возњацки Агњешка Радвањска Бела Марија Шарапова На Ли Марион Бартоли |
| 31. октобар | ВТА турнир шампионки Бали, Индонезија турнир шампионки 600.000$ – тврда(з) – 8ПО Појединачно                                                    | Ана Ивановић 6–3, 6–0                              | Анабел Медина Гаригес                   | Забине Лизики Нађа Петрова       | Марион Бартоли Данијела Хантухова Роберта Винчи Шуај Пенг                                  |
| 31. октобар | Финале Фед купа Москва, Русија, тврда (З) | Чешка · 3–2                                        | Русија                                  |                                  |                                                                                            |

## Статистика
Следеће тебеле приказују број титула у појединачној(ПО) конкуренцији, затим конкуренцији парова(ПА) и мешовитих парова(МП) освојених од стране свих тенисера и земаља. Броје се титуле са Гренд слем турнира, Завршног турнира сезоне, ВТА Премијер турнира и ВТА Међународних турнира. Играчи и нације се сортирају на следећи начин: 
1. укупан број титула (титуле које освоји пар чији су играчи из исте земље се броје као једна титула за ту земљу),
2. важност освојених титула (нпр:1 Гренд слем титула је јача од било које комбинације без Гренд слем титуле),
3. хијерархија титула је следећа: појединчне титуле > титуле у паровима > титуле у мешовитим паровима,
4. азбучни ред.

### Титуле – тенисерке
| Укупно титула | Тенисерка                   | Гренд слем турнири | Гренд слем турнири | Гренд слем турнири | Завршно првенство сезоне | Завршно првенство сезоне | Премијер турнири | Премијер турнири | Међународни турнири | Међународни турнири | Све титуле | Све титуле | Све титуле |
| Укупно титула | Тенисерка                   | пој.               | пар.               | меш.               | пој.                     | пар.                     | пој.             | пар.             | пој.                | пар.                | пој.       | пар.       | меш.       |
| ------------- | --------------------------- | ------------------ | ------------------ | ------------------ | ------------------------ | ------------------------ | ---------------- | ---------------- | ------------------- | ------------------- | ---------- | ---------- | ---------- |
| 7             | Катарина Среботник          |                    | 1                  | 1                  |                          |                          |                  | 4                |                     | 1                   |            | 6          | 1          |
| 6             | Петра Квитова               | 1                  |                    |                    | 1                        |                          | 2                |                  | 2                   |                     | 6          |            |            |
| 6             | Квјета Пешке                |                    | 1                  |                    |                          |                          |                  | 4                |                     | 1                   |            | 6          |            |
| 6             | Каролина Возњацки           |                    |                    |                    |                          |                          | 5                |                  | 1                   |                     | 6          |            |            |
| 6             | Барбора Захлавова-Стрицова  |                    |                    |                    |                          |                          |                  | 1                | 1                   | 4                   | 1          | 5          |            |
| 6             | Роберта Винчи               |                    |                    |                    |                          |                          |                  |                  | 3                   | 3                   | 3          | 3          |            |
| 5             | Викторија Азаренка          |                    |                    |                    |                          |                          | 1                | 2                | 2                   |                     | 3          | 2          |            |
| 5             | Ивета Бенешова              |                    |                    | 1                  |                          |                          |                  | 1                |                     | 3                   |            | 4          | 1          |
| 4             | Лизел Хубер                 |                    | 1                  |                    |                          | 1                        |                  | 2                |                     |                     |            | 4          |            |
| 4             | Агњешка Радвањска           |                    |                    |                    |                          |                          | 3                | 1                |                     |                     | 3          | 1          |            |
| 4             | Анабел Медина Гаригес       |                    |                    |                    |                          |                          |                  |                  | 2                   | 2                   | 2          | 2          |            |
| 3             | Лиза Рејмонд                |                    | 1                  |                    |                          | 1                        |                  | 1                |                     |                     |            | 3          |            |
| 3             | Андреа Хлавачкова           |                    | 1                  |                    |                          |                          |                  | 1                |                     | 1                   |            | 3          |            |
| 3             | Сања Мирза                  |                    |                    |                    |                          |                          |                  | 2                |                     | 1                   |            | 3          |            |
| 3             | Јелена Веснина              |                    |                    |                    |                          |                          |                  | 2                |                     | 1                   |            | 3          |            |
| 3             | Забине Лизики               |                    |                    |                    |                          |                          |                  | 1                | 2                   |                     | 2          | 1          |            |
| 3             | Марија Хосе Мартинез Санчез |                    |                    |                    |                          |                          |                  | 1                | 1                   | 1                   | 1          | 2          |            |
| 3             | Јарослава Шведова           |                    |                    |                    |                          |                          |                  | 2                |                     | 1                   |            | 3          |            |
| 3             | Олга Говорцова              |                    |                    |                    |                          |                          |                  | 1                |                     | 2                   |            | 3          |            |
| 3             | Галина Воскобојева          |                    |                    |                    |                          |                          |                  | 1                |                     | 2                   |            | 3          |            |
| 3             | Сара Ерани                  |                    |                    |                    |                          |                          |                  |                  |                     | 3                   |            | 3          |            |
| 2             | Ли На                       | 1                  |                    |                    |                          |                          | 1                |                  |                     |                     | 2          |            |            |
| 2             | Саманта Стосур              | 1                  |                    |                    |                          |                          |                  | 1                |                     |                     | 1          | 1          |            |
| 2             | Жизела Дулко                |                    | 1                  |                    |                          |                          |                  |                  | 1                   |                     | 1          | 1          |            |
| 2             | Луција Храдецка             |                    | 1                  |                    |                          |                          |                  |                  |                     | 1                   |            | 2          |            |
| 2             | Марија Шарапова             |                    |                    |                    |                          |                          | 2                |                  |                     |                     | 2          |            |            |
| 2             | Серена Вилијамс             |                    |                    |                    |                          |                          | 2                |                  |                     |                     | 2          |            |            |
| 2             | Марија Кириленко            |                    |                    |                    |                          |                          |                  | 2                |                     |                     |            | 2          |            |
| 2             | Вера Звонарјова             |                    |                    |                    |                          |                          | 1                |                  | 1                   |                     | 2          |            |            |
| 2             | Марион Бартоли              |                    |                    |                    |                          |                          | 1                |                  | 1                   |                     | 2          |            |            |
| 2             | Данијела Хантухова          |                    |                    |                    |                          |                          |                  | 1                | 1                   |                     | 1          | 1          |            |
| 2             | Чиа-јунг Чуанг              |                    |                    |                    |                          |                          |                  | 1                |                     | 1                   |            | 2          |            |
| 2             | Алберта Бријанти            |                    |                    |                    |                          |                          |                  |                  | 1                   | 1                   | 1          | 1          |            |
| 2             | Лурдеш Домингез Лино        |                    |                    |                    |                          |                          |                  |                  | 1                   | 1                   | 1          | 1          |            |
| 2             | Анастасија Пављученкова     |                    |                    |                    |                          |                          |                  |                  | 1                   | 1                   | 1          | 1          |            |
| 2             | Вања Кинг                   |                    |                    |                    |                          |                          |                  | 2                |                     |                     |            | 2          |            |
| 2             | Алиса Клејбанова            |                    |                    |                    |                          |                          |                  |                  |                     | 2                   |            | 2          |            |
| 2             | Марија Корицева             |                    |                    |                    |                          |                          |                  |                  |                     | 2                   |            | 2          |            |
| 2             | Аља Кудрајцева              |                    |                    |                    |                          |                          |                  |                  |                     | 2                   |            | 2          |            |
| 1             | Ким Клајстерс               | 1                  |                    |                    |                          |                          |                  |                  |                     |                     | 1          |            |            |
| 1             | Флавија Пенета              |                    | 1                  |                    |                          |                          |                  |                  |                     |                     |            | 1          |            |
| 1             | Кејси Делаква               |                    |                    | 1                  |                          |                          |                  |                  |                     |                     |            |            | 1          |
| 1             | Мелани Уден                 |                    |                    | 1                  |                          |                          |                  |                  |                     |                     |            |            | 1          |
| 1             | Ана Ивановић                |                    |                    |                    | 1                        |                          |                  |                  |                     |                     | 1          |            |            |
| 1             | Доминика Цибулкова          |                    |                    |                    |                          |                          | 1                |                  |                     |                     | 1          |            |            |
| 1             | Јулија Гергес               |                    |                    |                    |                          |                          | 1                |                  |                     |                     | 1          |            |            |
| 1             | Бетани Матек Сандс          |                    |                    |                    |                          |                          |                  | 1                |                     |                     |            | 1          |            |
| 1             | Шуај Пенг                   |                    |                    |                    |                          |                          |                  | 1                |                     |                     |            | 1          |            |
| 1             | Меган Шонеси                |                    |                    |                    |                          |                          |                  | 1                |                     |                     |            | 1          |            |
| 1             | Џенг Ђе                     |                    |                    |                    |                          |                          |                  | 1                |                     |                     |            | 1          |            |
| 1             | Грета Арн                   |                    |                    |                    |                          |                          |                  |                  | 1                   |                     | 1          |            |            |
| 1             | Јелена Докић                |                    |                    |                    |                          |                          |                  |                  | 1                   |                     | 1          |            |            |
| 1             | Јармила Гајдошова           |                    |                    |                    |                          |                          |                  |                  | 1                   |                     | 1          |            |            |
| 1             | Полона Херцог               |                    |                    |                    |                          |                          |                  |                  | 1                   |                     | 1          |            |            |
| 1             | Ксенија Первак              |                    |                    |                    |                          |                          |                  |                  | 1                   |                     | 1          |            |            |
| 1             | Андреа Петковић             |                    |                    |                    |                          |                          |                  |                  | 1                   |                     | 1          |            |            |
| 1             | Нађа Петрова                |                    |                    |                    |                          |                          |                  |                  | 1                   |                     | 1          |            |            |
| 1             | Магдалена Рибарикова        |                    |                    |                    |                          |                          |                  |                  | 1                   |                     | 1          |            |            |
| 1             | Шанел Шиперс                |                    |                    |                    |                          |                          |                  |                  | 1                   |                     | 1          |            |            |
| 1             | Акгул Аманмурадова          |                    |                    |                    |                          |                          |                  |                  |                     | 1                   |            | 1          |            |
| 1             | Ева Бирнерова               |                    |                    |                    |                          |                          |                  |                  |                     | 1                   |            | 1          |            |
| 1             | Сорана Крстеа               |                    |                    |                    |                          |                          |                  |                  |                     | 1                   |            | 1          |            |
| 1             | Елени Данилиду              |                    |                    |                    |                          |                          |                  |                  |                     | 1                   |            | 1          |            |
| 1             | Кимико Дате Крум            |                    |                    |                    |                          |                          |                  |                  |                     | 1                   |            | 1          |            |
| 1             | Виталија Дјаченко           |                    |                    |                    |                          |                          |                  |                  |                     | 1                   |            | 1          |            |
| 1             | Марина Ераковић             |                    |                    |                    |                          |                          |                  |                  |                     | 1                   |            | 1          |            |
| 1             | Едина Галовиц-Хал           |                    |                    |                    |                          |                          |                  |                  |                     | 1                   |            | 1          |            |
| 1             | Јоана Ларсон                |                    |                    |                    |                          |                          |                  |                  |                     | 1                   |            | 1          |            |
| 1             | Нурија Љагостера Вивес      |                    |                    |                    |                          |                          |                  |                  |                     | 1                   |            | 1          |            |
| 1             | Јоана Ралука Олару          |                    |                    |                    |                          |                          |                  |                  |                     | 1                   |            | 1          |            |
| 1             | Аранча Пара Сантонја        |                    |                    |                    |                          |                          |                  |                  |                     | 1                   |            | 1          |            |
| 1             | Татјана Пучек               |                    |                    |                    |                          |                          |                  |                  |                     | 1                   |            | 1          |            |
| 1             | Алисја Росолска             |                    |                    |                    |                          |                          |                  |                  |                     | 1                   |            | 1          |            |
| 1             | Динара Сафина               |                    |                    |                    |                          |                          |                  |                  |                     | 1                   |            | 1          |            |
| 1             | Владимира Ухлиржова         |                    |                    |                    |                          |                          |                  |                  |                     | 1                   |            | 1          |            |
| 1             | Рената Ворачова             |                    |                    |                    |                          |                          |                  |                  |                     | 1                   |            | 1          |            |
| 1             | Јасмин Вер                  |                    |                    |                    |                          |                          |                  |                  |                     | 1                   |            | 1          |            |
| 1             | Клара Закопалова            |                    |                    |                    |                          |                          |                  |                  |                     | 1                   |            | 1          |            |
| 1             | Шуај Жанг                   |                    |                    |                    |                          |                          |                  |                  |                     | 1                   |            | 1          |            |
| 1             | Саисаи Женг                 |                    |                    |                    |                          |                          |                  |                  |                     | 1                   |            | 1          |            |

### Титуле – државе
| Укупно титула | Држава             | Гренд Слем турнири | Гренд Слем турнири | Гренд Слем турнири | Завршни турнир | Завршни турнир | Премијер турнири | Премијер турнири | Међународни турнири | Међународни турнири | Све титуле | Све титуле | Све титуле |
| Укупно титула | Држава             | пој.               | пар.               | меш.               | пој.           | пар.           | пој.             | пар.             | пој.                | пар.                | пој.       | пар.       | меш.       |
| ------------- | ------------------ | ------------------ | ------------------ | ------------------ | -------------- | -------------- | ---------------- | ---------------- | ------------------- | ------------------- | ---------- | ---------- | ---------- |
| 24            | Чешка ·            | 1                  | 2                  | 1                  | 1              |                | 2                | 6                | 3                   | 8                   | 7          | 16         | 1          |
| 17            | Русија ·           |                    |                    |                    |                |                | 3                | 4                | 4                   | 6                   | 7          | 10         |            |
| 8             | Словенија ·        |                    | 1                  | 1                  |                |                |                  | 4                | 1                   | 1                   | 1          | 6          | 1          |
| 8             | Италија ·          |                    | 1                  |                    |                |                |                  |                  | 4                   | 3                   | 4          | 4          |            |
| 7             | Сједињене Државе · |                    | 1                  | 1                  |                | 1              | 2                | 2                |                     |                     | 2          | 4          | 1          |
| 6             | Данска ·           |                    |                    |                    |                |                | 5                |                  | 1                   |                     | 6          |            |            |
| 5             | Аустралија ·       | 1                  |                    | 1                  |                |                |                  | 1                | 2                   |                     | 3          | 1          | 1          |
| 5             | Кина ·             | 1                  |                    |                    |                |                | 1                | 1                |                     | 2                   | 2          | 3          |            |
| 5             | Пољска ·           |                    |                    |                    |                |                | 3                | 1                |                     | 1                   | 3          | 2          |            |
| 5             | Немачка ·          |                    |                    |                    |                |                | 1                | 1                | 2                   | 1                   | 3          | 2          |            |
| 5             | Шпанија ·          |                    |                    |                    |                |                |                  | 1                | 2                   | 2                   | 2          | 3          |            |
| 4             | Белорусија ·       |                    |                    |                    |                |                | 1                | 1                | 1                   | 1                   | 2          | 2          |            |
| 3             | Словачка ·         |                    |                    |                    |                |                |                  | 1                | 2                   |                     | 2          | 1          |            |
| 3             | Румунија ·         |                    |                    |                    |                |                |                  |                  |                     | 3                   |            | 3          |            |
| 3             | Индија ·           |                    |                    |                    |                |                |                  | 2                |                     | 1                   |            | 3          |            |
| 2             | Аргентина ·        |                    | 1                  |                    |                |                |                  |                  | 1                   |                     | 1          | 1          |            |
| 2             | Француска ·        |                    |                    |                    |                |                | 1                |                  | 1                   |                     | 2          |            |            |
| 2             | Казахстан ·        |                    |                    |                    |                |                |                  |                  |                     | 2                   |            | 2          |            |
| 1             | Белгија ·          | 1                  |                    |                    |                |                |                  |                  |                     |                     | 1          |            |            |
| 1             | Србија ·           |                    |                    |                    | 1              |                |                  |                  |                     |                     | 1          |            |            |
| 1             | Мађарска ·         |                    |                    |                    |                |                |                  |                  | 1                   |                     | 1          |            |            |
| 1             | Кинески Тајпеј ·   |                    |                    |                    |                |                |                  |                  |                     | 1                   |            | 1          |            |
| 1             | Грчка ·            |                    |                    |                    |                |                |                  |                  |                     | 1                   |            | 1          |            |
| 1             | Нови Зеланд<br />  |                    |                    |                    |                |                |                  |                  |                     | 1                   |            | 1          |            |
| 1             | Узбекистан ·       |                    |                    |                    |                |                |                  |                  |                     | 1                   |            | 1          |            |
| 1             | Јапан ·            |                    |                    |                    |                |                |                  |                  |                     | 1                   |            | 1          |            |

Следеће тенисерке су освојиле своју прву титулу у појединачној конурнецији, конкуренцији парова или мешовитих парова:
- Ивета Бенешова – Вимблдон (мешовити парови)
- Алберта Бријанти – Фес (појединачно)
- Доминика Цибулкова - Москва (појединачно)
- Кејси Делаква – Ролан Гарос (мешовити парови)
- Виталија Дјаченко – Ташкент (парови)
- Натали Грандин - Сеул (парови)
- Полона Херцог – Бостад (појединачно)
- Забине Лизики – Штутгарт (парови)
- Мелани Уден – Отворено првенство САД (мешовити парови)
- Ксенија Первак – Tashkent (појединачно)
- Шанел Шиперс - Гуангџоу (појединачно)
- Галина Воскобојева – Куала Лумпур (парови)
- Барбара Захлавова-Стрицова – Квебек (појединачно)
- Шуеј Женг - Осака (парови)
- Саисаи Женг - Гуангџоу (парови)

Следеће тенисерке су одбраниле титулу у појединачној конурнецији, конкуренцији парова или мешовитих парова освојену 2010. године:
- Ивета Бенешова – Монтереј (парови)
- Едина Галовиц-Хал – Богота (парови)
- Луција Храдецка – Бад Гаштајн (парови)
- Ана Ивановић – Бали (појединачно)
- Марија Хосе Мартинез Санчез – Дубаи (парови)
- Анастасија Пављученкова – Монтереј (појединачно)
- Квјета Пешке – Доха (парови)
- Каролина Возњацки – Копенхаген (појединачно), Њу Хејвен (појединачно)
- Барбора Захлавова-Стрицова – Монтереј (парови)

## ВТА рангирање

### Појединачно
У следећим табелама се налазе 20 најбољих тенисерки по успеху у 2011. години и тренутни светски пласман Премијер 5 обавезни турнири су рачунати за тенисерке из првих 10, осим ако на њима нису учествовали због повреде. Златна боја означава да се тенисерка пласирала на завршни турнир, а плава да је тенисерка замена на завршном турниру.
| Појединачно - бодови током године | Појединачно - бодови током године | Појединачно - бодови током године | Појединачно - бодови током године |
| Бр                                | Тенисерка                         | Бодова                            | Турнира                           |
| --------------------------------- | --------------------------------- | --------------------------------- | --------------------------------- |
| 1                                 | Каролина Возњацки                 | 7.395                             | 21                                |
| 2                                 | Марија Шарапова                   | 6.370                             | 14                                |
| 3                                 | Петра Квитова                     | 5.970                             | 18                                |
| 4                                 | Викторија Азаренка                | 5.750                             | 20                                |
| 5                                 | На Ли                             | 5.351                             | 17                                |
| 6                                 | Вера Звонарјова                   | 5.190                             | 21                                |
| 7                                 | Саманта Стосур                    | 5.115                             | 20                                |
| 8                                 | Агњешка Радвањска                 | 4.940                             | 19                                |
| 9                                 | Марион Бартоли                    | 4.610                             | 27                                |
| 10                                | Андреа Петковић                   | 4.580                             | 18                                |
| 11                                | Франческа Скјавоне                | 3.900                             | 22                                |
| 12                                | Серена Вилијамс                   | 3.180                             | 13(6)                             |
| 13                                | Ким Клајстерс                     | 3.161                             | 14(8)                             |
| 14                                | Јелена Јанковић                   | 3.115                             | 22                                |
| 15                                | Анастасија Пављученкова           | 2.865                             | 22                                |
| 16                                | Пенг Шуај                         | 2.800                             | 22                                |
| 17                                | Доминика Цибулкова                | 2.755                             | 22                                |
| 18                                | Забине Лизики                     | 2.724                             | 20                                |
| 19                                | Светлана Кузњецова                | 2.606                             | 19                                |
| 20                                | Флавија Пенета                    | 2.490                             | 22                                |

| Пласман на крају године | Пласман на крају године | Пласман на крају године | Пласман на крају године | Пласман на крају године |
| #                       | Тенисерка               | Бодови                  | Промена (2010)          |                         |
| ----------------------- | ----------------------- | ----------------------- | ----------------------- | ----------------------- |
| 1                       | Каролина Возњацки       | 7,485                   | =                       |                         |
| 2                       | Петра Квитова           | 7.370                   | +32                     |                         |
| 3                       | Викторија Азаренка      | 6.520                   | +7                      |                         |
| 4                       | Марија Шарапова         | 6.510                   | +14                     |                         |
| 5                       | На Ли                   | 5.720                   | +6                      |                         |
| 6                       | Саманта Стосур          | 5.585                   | =                       |                         |
| 7                       | Вера Звонарјова         | 5.435                   | -5                      |                         |
| 8                       | Агњешка Радвањска       | 5.250                   | +6                      |                         |
| 9                       | Марион Бартоли          | 4.710                   | +7                      |                         |
| 10                      | Андреа Петковић         | 4.580                   | +22                     |                         |
| 11                      | Франческа Скјавоне      | 3.900                   | -4                      |                         |
| 12                      | Серена Вилијамс         | 3.180                   | -8                      |                         |
| 13                      | Ким Клајстерс           | 3.161                   | -10                     |                         |
| 14                      | Јелена Јанковић         | 3.115                   | -6                      |                         |
| 15                      | Забине Лизики           | 2.879                   | +164                    |                         |
| 16                      | Анастасија Пављученкова | 2.865                   | +5                      |                         |
| 17                      | Пенг Шуај               | 2.800                   | +55                     |                         |
| 18                      | Доминика Цибулкова      | 2.755                   | +13                     |                         |
| 19                      | Светлана Кузњецова      | 2.606                   | +8                      |                         |
| 20                      | Флавија Пенета          | 2.490                   | +4                      |                         |

#### Место број 1
| Тенисерка         | Од                | До                |
| ----------------- | ----------------- | ----------------- |
| Каролина Возњацки | крај 2010.        | 13. фебруар 2011. |
| Ким Клајстерс     | 14. фебруар 2011. | 20. фебруар 2011. |
| Каролина Возњацки | 21. фебруар 2011. | крај 2011.        |

### Парови - појединачно
У следећој табели се налазе 10 најбољих парова у 2011. години. Златна боја означава да се тај пар пласирао на завршни турнир сезоне.
| Бодови из 2011. | Бодови из 2011.                      | Бодови из 2011. | Бодови из 2011. |
| Бр              | Пар                                  | Бодови          | Турнира         |
| --------------- | ------------------------------------ | --------------- | --------------- |
| 1               | Квјета Пешке Катарина Среботник      | 9.411           | 20              |
| 2               | Лизел Хубер Лиза Рејмонд             | 6.773           | 15              |
| 3               | Вања Кинг Јарослава Шведова          | 6.200           | 12              |
| 4               | Жизела Дулко Флавија Пенета          | 5.776           | 14              |
| 5               | Викторија Азаренка Марија Кириленко  | 5.490           | 10              |
| 6               | Сања Мирза Јелена Веснина            | 4.788           | 12              |
| 7               | Натали Грандин Владимира Ухлиржова   | 3.866           | 31              |
| 8               | Роберта Винчи Сара Ерани             | 3.541           | 21              |
| 9               | Бетани Матек Сандс Меган Шонеси      | 3.351           | 12              |
| 10              | Данијела Хантухова Агњешка Радвањска | 3.241           | 10              |

#### Место број 1
| Тенисерке                       | Од                  | До                  |
| ------------------------------- | ------------------- | ------------------- |
| Жизела Дулко                    | крај 2010.          |                     |
| Жизела Дулко Флавија Пенета     | 28. фебруар 2011.   | 17. април 2011.     |
| Флавија Пенета                  |                     | 3. јул 2011.        |
| Квјета Пешке Катарина Среботник | 4. јул 2011.        | 11. септембар 2011. |
| Лизел Хубер                     | 12. септембар 2011. | крај 2011.          |

## Зарада у 2011. години
од 7. новембра 2011.
| #  | Држава           | Тенисерка          | Појединачно | Парови   | Мешовито | Бонус      | Укупно     |
| -- | ---------------- | ------------------ | ----------- | -------- | -------- | ---------- | ---------- |
| 1  | Чешка            | Петра Квитова      | 5.131.009$  | 12.476$  | 2.458$   | 0$         | 5.145.943$ |
| 2  | Данска           | Каролина Возњацки  | 3.064.756$  | 0$       | 825$     | 1.000.000$ | 4.065.581$ |
| 3  | Белорусија       | Викторија Азаренка | 3.064.756$  | 373.543$ | 0$       | 225.000$   | 3.771,032$ |
| 4  | Кина             | На Ли              | 3.484.139$  | 0$       | 0$       | 225.000$   | 3.709.139$ |
| 5  | Аустралија       | Саманта Стосур     | 2.934.333$  | 145.780$ | 1.040$   | 400.000$   | 3.476.153$ |
| 6  | Русија           | Марија Шарапова    | 2.899.148$  | 0$       | 0$       | 0$         | 2.899.148$ |
| 7  | Русија           | Вера Звонарјова    | 1.907.681$  | 45.737$  | 0$       | 725.000$   | 2.673.018$ |
| 8  | Пољска           | Агњешка Радвањска  | 2.202.672$  | 253.846$ | 0$       | 0$         | 2.456.518$ |
| 9  | Белгија          | Ким Клајстерс      | 2.235.741$  | 0$       | 0$       | 0$         | 2.325.741$ |
| 10 | Сједињене Државе | Серена Вилијамс    | 1.978.930$  | 0$       | 0$       | 0$         | 1.978.930$ |

## Статистика
Од 7. новембра 2011.
| Асови | Асови             | Асови | Асови  |
| Бр    | Тенисерка         | Асова | Мечева |
| ----- | ----------------- | ----- | ------ |
| 1     | Марион Бартоли    | 270   | 83     |
| 2     | Јармила Гајдошова | 260   | 51     |
| 3     | Забине Лизики     | 245   | 46     |
| 4     | Јулија Гергес     | 245   | 60     |
| 5     | Луција Шафаржова  | 243   | 57     |
| 6     | Петра Квитова     | 241   | 61     |
| 7     | Луција Храдецка   | 237   | 36     |
| 8     | Вера Звонарјова   | 235   | 75     |
| 9     | Ребека Марино     | 214   | 33     |
| 10    | Саманта Стосур    | 213   | 66     |

| Освојених гемова на свој сервис | Освојених гемова на свој сервис | Освојених гемова на свој сервис | Освојених гемова на свој сервис |
| Бр                              | Тенисерка                       | %                               | Мечева                          |
| ------------------------------- | ------------------------------- | ------------------------------- | ------------------------------- |
| 1                               | Серена Вилијамс                 | 85,4                            | 25                              |
| 2                               | Саманта Стосур                  | 79,7                            | 66                              |
| 3                               | Петра Квитова                   | 76,6                            | 51                              |
| 4                               | Забине Лизики                   | 75,6                            | 46                              |
| 5                               | Луција Шафаржова                | 74,9                            | 57                              |
| 6                               | Каролина Возњацки               | 74,7                            | 80                              |
| 7                               | Ана Ивановић                    | 74,5                            | 50                              |
| 8                               | Јулија Гергес                   | 73,6                            | 60                              |
| 9                               | Данијела Хантухова              | 73,0                            | 66                              |
| 10                              | Магдалена Рибарикова            | 72,9                            | 28                              |

| Сачуване брејк лопте | Сачуване брејк лопте | Сачуване брејк лопте | Сачуване брејк лопте |
| Бр                   | Тенисерка            | %                    | Мечева               |
| -------------------- | -------------------- | -------------------- | -------------------- |
| 1                    | Серена Вилијамс      | 67,5                 | 25                   |
| 2                    | Луција Шафаржова     | 63,7                 | 57                   |
| 3                    | Саманта Стосур       | 63,4                 | 66                   |
| 4                    | Данијела Хантухова   | 63,0                 | 66                   |
| 5                    | Магдалена Рибарикова | 62,4                 | 28                   |
| 6                    | Ана Ивановић         | 61,0                 | 50                   |
| 7                    | Петра Квитова        | 60,0                 | 61                   |
| 8                    | Ким Клајстерс        | 59,7                 | 28                   |
| 9                    | Каја Канепи          | 59,2                 | 35                   |
| 10                   | Хедер Вотсон         | 58,7                 | 21                   |

| Убачен први сервис | Убачен први сервис | Убачен први сервис | Убачен први сервис |
| Бр                 | Тенисерка          | %                  | Мечева             |
| ------------------ | ------------------ | ------------------ | ------------------ |
| 1                  | Сара Ерани         | 76,8               | 56                 |
| 2                  | Моника Никулеску   | 74,7               | 36                 |
| 3                  | Џенг Ђе            | 74,0               | 41                 |
| 4                  | Ана Татишвили      | 71,5               | 21                 |
| 5                  | Шуај Женг          | 70,4               | 30                 |
| 6                  | Викторија Азаренка | 70,4               | 72                 |
| 7                  | Андреа Петковић    | 69,9               | 67                 |
| 8                  | Каролина Возњацки  | 69,5               | 80                 |
| 9                  | Пенг Шуај          | 69,1               | 69                 |
| 10                 | Ли На              | 69,1               | 49                 |

| Освојених поена на први сервис | Освојених поена на први сервис | Освојених поена на први сервис | Освојених поена на први сервис |
| Бр                             | Тенисерка                      | %                              | Мечева                         |
| ------------------------------ | ------------------------------ | ------------------------------ | ------------------------------ |
| 1                              | Серена Вилијамс                | 76,7                           | 25                             |
| 2                              | Забине Лизики                  | 72,9                           | 46                             |
| 3                              | Луција Храдецка                | 71,9                           | 36                             |
| 4                              | Ана Ивановић                   | 71,3                           | 50                             |
| 5                              | Јармила Гајдошова              | 70,2                           | 51                             |
| 6                              | Саманта Стосур                 | 69,9                           | 66                             |
| 7                              | Луција Шафаржова               | 69,6                           | 57                             |
| 8                              | Магдалена Рибарикова           | 69,3                           | 28                             |
| 9                              | Јулија Гергес                  | 69,0                           | 60                             |
| 10                             | Вера Звонарјова                | 68,9                           | 75                             |

| Освојених поена на други сервис | Освојених поена на други сервис | Освојених поена на други сервис | Освојених поена на други сервис |
| Бр                              | Тенисерка                       | %                               | Мечева                          |
| ------------------------------- | ------------------------------- | ------------------------------- | ------------------------------- |
| 1                               | Серена Вилијамс                 | 52,9                            | 25                              |
| 2                               | Саманта Стосур                  | 52,2                            | 66                              |
| 3                               | Петра Квитова                   | 50,2                            | 61                              |
| 4                               | Каролина Возњацки               | 50,0                            | 80                              |
| 5                               | Агњешка Радвањска               | 49,3                            | 64                              |
| 6                               | Андреа Петковић                 | 49,1                            | 67                              |
| 7                               | Данијела Хантухова              | 48,7                            | 66                              |
| 8                               | Анабел Медина Гаригес           | 48,7                            | 54                              |
| 9                               | Ребека Марино                   | 48,5                            | 33                              |
| 10                              | Лаура Пу Тио                    | 48,3                            | 28                              |

| Освојених поена на узвраћени први сервис | Освојених поена на узвраћени први сервис | Освојених поена на узвраћени први сервис | Освојених поена на узвраћени први сервис |
| Бр                                       | Тенисерка                                | %                                        | Мечева                                   |
| ---------------------------------------- | ---------------------------------------- | ---------------------------------------- | ---------------------------------------- |
| 1                                        | Марија Шарапова                          | 43,8                                     | 56                                       |
| 2                                        | Моника Никулеску                         | 43,4                                     | 36                                       |
| 3                                        | Клара Закопалова                         | 43,1                                     | 54                                       |
| 4                                        | Уршула Радвањска                         | 42,9                                     | 21                                       |
| 5                                        | Ким Клајстерс                            | 42,6                                     | 28                                       |
| 6                                        | Лурдеш Домигез Лино                      | 42,3                                     | 31                                       |
| 7                                        | Анабел Медина Гаригес                    | 42,1                                     | 54                                       |
| 8                                        | Викторија Азаренка                       | 42,0                                     | 72                                       |
| 9                                        | Карла Суарез Наваро                      | 41,9                                     | 27                                       |
| 10                                       | Каролина Возњацки                        | 41,7                                     | 80                                       |

| Освојених брејк поена | Освојених брејк поена | Освојених брејк поена | Освојених брејк поена |
| Бр                    | Тенисерка             | %                     | Мечева                |
| --------------------- | --------------------- | --------------------- | --------------------- |
| 1                     | Анабел Медина Гаригес | 54,9                  | 54                    |
| 2                     | Марија Шарапова       | 54,8                  | 56                    |
| 3                     | Катерина Бондаренко   | 54,4                  | 24                    |
| 4                     | Клара Закопалова      | 52,4                  | 54                    |
| 5                     | Моника Никулеску      | 52,2                  | 36                    |
| 6                     | Ализе Корне           | 51,8                  | 27                    |
| 7                     | Алиса Клејбанова      | 51,7                  | 26                    |
| 8                     | Мелани Уден           | 51,5                  | 27                    |
| 9                     | Агњешка Радвањска     | 51,1                  | 64                    |
| 10                    | Лурдеш Домингез Лино  | 51,0                  | 31                    |

| Освојених гемова на противнички сервис | Освојених гемова на противнички сервис | Освојених гемова на противнички сервис | Освојених гемова на противнички сервис |
| Бр                                     | Тенисерка                              | %                                      | Мечева                                 |
| -------------------------------------- | -------------------------------------- | -------------------------------------- | -------------------------------------- |
| 1                                      | Марија Шарапова                        | 49,7                                   | 56                                     |
| 2                                      | Викторија Азаренка                     | 49,0                                   | 72                                     |
| 3                                      | Моника Никулеску                       | 48,5                                   | 36                                     |
| 4                                      | Ким Клајстерс                          | 47,9                                   | 28                                     |
| 5                                      | Анабел Медина Гаригес                  | 46,0                                   | 54                                     |
| 6                                      | Каролина Возњацки                      | 45,9                                   | 80                                     |
| 7                                      | Клара Закопалова                       | 45,5                                   | 54                                     |
| 8                                      | Агњешка Радвањска                      | 45,2                                   | 64                                     |
| 9                                      | Марион Бартоли                         | 44,7                                   | 83                                     |
| 10                                     | Јелена Јанковић                        | 44,4                                   | 59                                     |

## Расподела поена
| Опис                        | победа | финале | полуфинале                                              | четвртфинале                                            | Р16                                                     | Р32                                                     | Р64                                                     | Р128                                                    | квалификант                                             | 3. коло кв. | 2. коло кв. | 1. коло кв. |
| --------------------------- | ------ | ------ | ------------------------------------------------------- | ------------------------------------------------------- | ------------------------------------------------------- | ------------------------------------------------------- | ------------------------------------------------------- | ------------------------------------------------------- | ------------------------------------------------------- | ----------- | ----------- | ----------- |
| Гренд Слем (ПО)             | 2000   | 1400   | 900                                                     | 500                                                     | 280                                                     | 160                                                     | 100                                                     | 5                                                       | 60                                                      | 50          | 40          | 2           |
| Гренд Слем (ПА)             | 2000   | 1400   | 900                                                     | 500                                                     | 280                                                     | 160                                                     | 5                                                       | -                                                       | 48                                                      | -           | -           | -           |
| ВТА првенство (ПО)          | +450   | +360   | (230 за сваку победу у групи 70 за сваки пораз у групи) | (230 за сваку победу у групи 70 за сваки пораз у групи) | (230 за сваку победу у групи 70 за сваки пораз у групи) | (230 за сваку победу у групи 70 за сваки пораз у групи) | (230 за сваку победу у групи 70 за сваки пораз у групи) | (230 за сваку победу у групи 70 за сваки пораз у групи) | (230 за сваку победу у групи 70 за сваки пораз у групи) | -           | -           | -           |
| ВТА првенство (ПА)          | 1500   | 1050   | 690                                                     | -                                                       | -                                                       | -                                                       | -                                                       | -                                                       | -                                                       | -           | -           | -           |
| Обавезни Премијер (96ПО)    | 1000   | 700    | 450                                                     | 250                                                     | 140                                                     | 80                                                      | 50                                                      | 5                                                       | 30                                                      | -           | 20          | 1           |
| Обавезни Премијер (64ПО)    | 1000   | 700    | 450                                                     | 250                                                     | 140                                                     | 80                                                      | 5                                                       | -                                                       | 30                                                      | -           | 20          | 1           |
| Обавезни Премијер (28/32ПА) | 1000   | 700    | 450                                                     | 250                                                     | 140                                                     | 5                                                       | -                                                       | -                                                       | -                                                       | -           | -           | -           |
| Премијер 5 (56ПО)           | 900    | 620    | 395                                                     | 225                                                     | 125                                                     | 70                                                      | 1                                                       | -                                                       | 30                                                      | -           | 20          | 1           |
| Премијер 5 (28ПА)           | 900    | 620    | 395                                                     | 225                                                     | 125                                                     | 1                                                       | -                                                       | -                                                       | -                                                       | -           | -           | -           |
| Премијер(56ПО)              | 470    | 320    | 200                                                     | 120                                                     | 60                                                      | 40                                                      | 1                                                       | -                                                       | 12                                                      | -           | 8           | 1           |
| Премијер(32ПА)              | 470    | 320    | 200                                                     | 120                                                     | 60                                                      | 1                                                       | -                                                       | -                                                       | 20                                                      | 12          | 8           | 1           |
| Премијер(16ПА)              | 470    | 320    | 200                                                     | 120                                                     | 1                                                       | -                                                       | -                                                       | -                                                       | -                                                       | -           | -           | -           |
| ВТА турнир шампиона         | 375    | 255    | 180(3. место) 165(4. место)                             | 75                                                      | -                                                       | -                                                       | -                                                       | -                                                       | -                                                       | -           | -           | -           |
| Међународни (56ПО)          | 280    | 200    | 130                                                     | 70                                                      | 30                                                      | 15                                                      | 1                                                       | -                                                       | 10                                                      | -           | 6           | 1           |
| Међународни (32ПО)          | 280    | 200    | 130                                                     | 70                                                      | 30                                                      | 1                                                       | -                                                       | -                                                       | 16                                                      | 10          | 6           | 1           |
| Међународни (16ПА)          | 280    | 200    | 130                                                     | 70                                                      | 1                                                       | -                                                       | -                                                       | -                                                       | -                                                       | -           | -           | -           |

## Повлачења
Следеће познатије тенисерке су током 2011. године објавиле да престају да се баве тенисом:
- Татјана Гарбин (такмичиће се у паровима)
- Мара Сантанђело (рођена 28. јуна 1981. у Латини, Италија). Професионална тенисерка је постала 2003. а најбољи пласман јој је био 27. место које је достигла 9. јула 2007. У паровима најбољи пласман јој је 5. место које је остварила 10. септембра 2007. Освојила је једну титулу на Гренд Слем турнирима. Било је то на Ролан Гаросу 2007. године када јој је партнерка била Алиша Молик.
- Жистин Енен (рођена 1. јуна 1982. у Лијеж, Белгија). Бивша играчица број 1, освојила је 43 ВТА титуле укључујући 7 Гренд слем титула, 2 титуле на завршном турниру као и златну медању на олимпијским играма 2004. године. У паровима је освојила 2 титуле. Прво се повукла из тениса 2008. године и то са места број 1, али се вратила на терен током 2010. године. Након повратка на терен освојила је још 2 титуле, а коначно се повукла након Вимблдона због повреде рамена.
- Рене Стабс (рођена 26. марта 1971 у Сиднеју, Аустралија). Бивша играчица број 1 у конкуренцији парова. Освојила је 60 титула у тој конкуренцији, од тога 4 на Гренд слем турнирима у конкуренцији женских парова и 2 Гренд слем титуле у конкуренцији мешовитих парова. Последњи меч је одиграла за репрезентацију Аустралије у Фед купу против Италије али је са партнерком Анастасијом Родионовом изгубила у 3 сета.
- Стефани Коен-Алоро (рођена 18. марта 1983. у Паризу, Француска). Најбољи пласмани су јој 61. место у појединачној конкуренцији и 54. у конкуренсији парова. Није освојила ни један турнир током каријере, а пласирала се у само једно финале и то у конкуренцији парова. Последњи меч је одиграла у Паризу када је изгубила од Бетани Матек Сандс са 7–5, 6–3.
- Пати Шнидер (рођена 14. децембра 1978. у Базелу, Швајцарска). Најбољи пласман јој је 19. место у појединачној конкуренцији и 236. место у конкуренцији парова. Освојила је 11 турнира у појединачној конкуренцији и 5 у паровима. Последњи меч је одиграла на Ролан Гаросу где је поражена у првом колу од Соране Крстее са 6-1, 6-3.
- Сибиле Бамер (bрођена 27. априла 1980. у Линцу, Аустрија). Најбољи пласман јој је 7. место у појединачној конкуренцији и 15. место у конкуренцији парова. Освојила је 11 турнира у појединачној конкуренцији. Последњи меч је одиграла на Отвореном првенство Гаштајна где је поражена у другом колу од Ивоне Мојзбургер са 6-2, 6-1.